# 1773 en arts plastiques
| Années des arts plastiques : 1770 - 1771 - 1772 - 1773 - 1774 - 1775 - 1776    |
| Décennies des arts plastiques : 1740 - 1750 - 1760 - 1770 - 1780 - 1790 - 1800 |

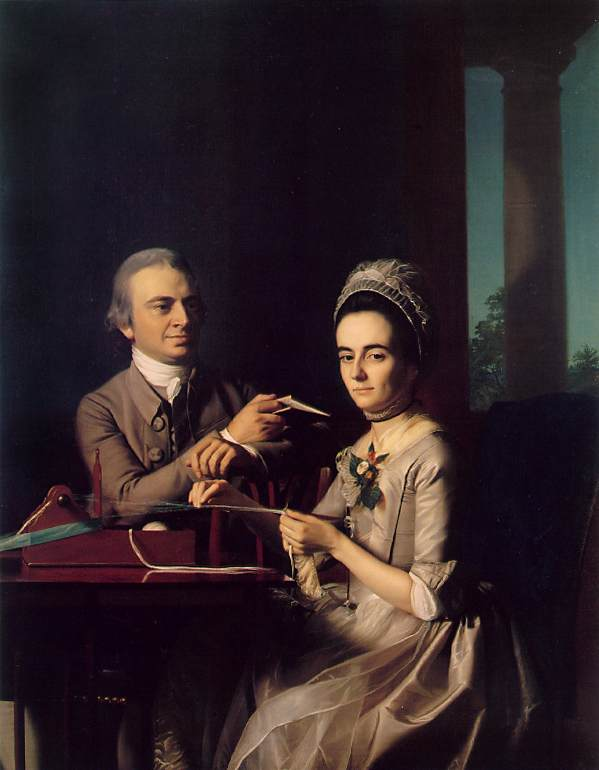
Mr. and Mrs. Thomas Miffin, de John Singleton Copley.

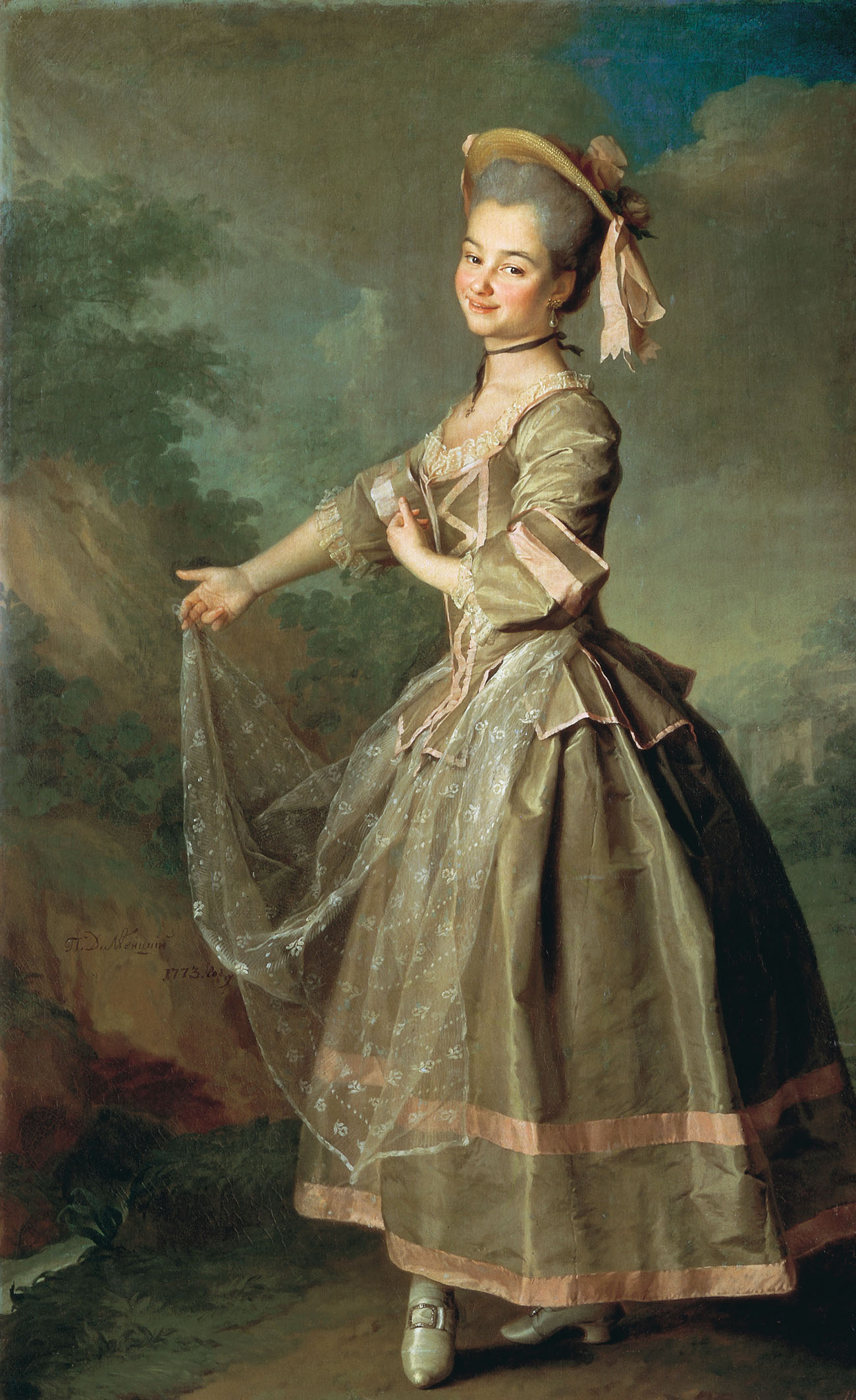
Ekaterina Ivanovna Nelidova, portrait de Dmitri Levitsky

Cette page concerne l'année 1773 en arts plastiques.

## Œuvres
- 1771-1774 : Huida a Egipto, eau-forte de Francisco de Goya.
- 1772-1774 : L'Assomption de la Vierge et saint Íñigo, huile sur bois de Francisco de Goya.
- 1773-1774 : Peintures de Goya dans la Chartreuse d'Aula Dei
- vers 1773 : Sainte Barbara, huile sur toile de Francisco de Goya.

## Naissances
- 1er janvier : Gerrit Malleyn, peintre néerlandais († 6 février 1816),
- 22 février : Mathieu-Ignace Van Brée, peintre, sculpteur et architecte belge († 15 décembre 1839),
- 13 mars : Johan Joseph Zoffany, peintre allemand († 11 novembre 1810),
- 25 juin : Charles Boulanger de Boisfrémont, peintre français († 5 mars 1838),
- 4 juillet : Samuel William Reynolds, peintre et graveur britannique († 13 août 1835),
- 7 août : Martin Verstappen, peintre paysagiste belge († 7 janvier 1852),
- 1er novembre : Toussaint-François Node-Véran, peintre |français († 7 mars 1852),
- 15 décembre : Charles Nicolas Lafond, peintre français († 16 janvier 1835),
- 16 décembre : José Aparicio, peintre espagnol († 10 mai 1838),
- ? :
  - Louis-Joseph Girard, dessinateur français († 27 novembre 1844),
  - Césarine Davin-Mirvault, peintre française († 25 novembre 1844),
  - Victor Peytavin, peintre français († 11 mai 1849).

## Décès
- 2 février : Gregorio Guglielmi, peintre italien de la période rococo (° 13 décembre 1714),
- 15 février : Anna Maria Barbara Abesch, peintre suisse (° 23 mars 1706),
- 1er mars : Luigi Vanvitelli, peintre et architecte baroque italien (° 12 mai 1700),
- 1er avril : Gaetano Lapis : peintre italien du baroque tardif (rococo) (° 1706),
- 20 avril : Hubert François Gravelot, illustrateur, graveur, dessinateur et peintre français (° 26 mars 1699),
- vers le 5 juin : Jan l'Admiral, dessinateur, graveur et miniaturiste néerlandais (° vers le 14 janvier 1699),
- 30 août : Niccoló Nasoni, peintre baroque italien (° 2 juin 1691),
- ? :
  - Paolo Anesi, peintre baroque italien de la période rococo (° 1697),
  - Antonio Baldi, peintre et graveur italien (° 1692),
  - Jean-Baptiste Despax, peintre français (° 17 juin 1710),